# Iztapalapa
Iztapalapa est une des seize divisions territoriales (demarcaciones territoriales (es)) de la ville de Mexico au Mexique. Elle se situe dans l'est de la capitale mexicaine. Avec une population de 1 815 786 habitants lors du recensement de 2010, elle est la plus peuplée des divisions territoriales de la ville. Son siège est Barrio San Lucas.

## Géographie

### Situation
La délégation Iztapalapa s'étend sur 116,13 km2 dans l'est de la ville. Elle est limitrophe des délégations Iztacalco au nord, Tláhuac et Xochimilco au sud, Benito Juárez et Coyoacán à l'ouest, ainsi que des municipalités de La Paz, Nezahualcóyotl et Valle de Chalco de Solidaridad, situées dans l'État de Mexico, à l'est.
Elle tire son nom d'une cIztapalapa (prononciation nahuatl moderne (help-info)) est l'une des 16 municipalités de la ville de Mexico, située sur le côté est de l'entité. L'arrondissement porte le nom et est centré sur l'ancienne municipalité indépendante d'Iztapalapa, qui est officiellement appelée Iztapalapa de Cuitláhuac à des fins de désambiguïsation. Le reste est constitué d'un certain nombre d'autres communautés qui sont régies par la ville d'Iztapalapa.
Avec une population de 1,8 million d'habitants en 2010, Iztapalapa est l'arrondissement le plus peuplé de la ville de Mexico, et c'est aussi la municipalité la plus peuplée du pays. Plus de 90 % de son territoire est urbanisé. Dans les années 1970, l'arrondissement est passé d'une zone rurale avec quelques fermes et canaux à une zone où les seuls espaces verts sont des parcs et où la quasi-totalité de la population travaille dans le commerce, les services et l'industrie. C'est le résultat d'un important afflux de population dans le bourg à partir des années 1970 et qui se poursuit encore.
Iztapalapa reste affligé par des niveaux élevés de privation économique, et un nombre important de ses résidents n'a pas accès à l'eau potable. Itzapalapa a l'un des taux de criminalité violente les plus élevés de la ville de Mexico, et la lutte contre les homicides et le trafic de drogue reste un enjeu majeur pour les autorités locales.
L'arrondissement accueille l'un des principaux événements culturels de la ville de Mexico, la Passion Play, à laquelle participent 450 habitants de l'arrondissement et à laquelle environ 2 millions de personnes assistent en tant que spectateurs.
Dénomination haussée menant à la capitale de l'empereur aztèque, Tenochtitlan (suivie par Hernán Cortés).

## Administration
- Clara Brugada (2009-2012)